# Traité des eaux de l'Indus
Le traité des eaux de l'Indus est un traité de distribution d'eau entre l'Inde et le Pakistan, organisé et négocié par la Banque mondiale, pour utiliser l'eau disponible dans le fleuve Indus et ses affluents,,,. Il est signé à Karachi le 19 septembre 1960 par le Premier ministre indien de l'époque, Jawaharlal Nehru, et le président pakistanais de l'époque, Muhammad Ayub Khan,.
Le traité donne à l'Inde le contrôle des eaux des trois « fleuves orientaux » — le Beas, le Ravi et le Sutlej —, d'un débit (hydrologie) annuel moyen total de 41 milliards de mètres cubes. Le contrôle des trois « fleuves occidentaux » — l’Indus, le Chenab et le Jhelum —, d'un débit annuel moyen total de 99 milliards de mètres cubes, est confié au Pakistan. L'Inde reçoit le contrôle de 30 % de l'eau totale transportée par les fleuves, contre 70 % pour le Pakistan,. Le traité autorise l'Inde à utiliser l'eau des rivières occidentales pour une utilisation limitée de l'irrigation et des utilisations illimitées non consommatrices telles que la production d'électricité, la navigation, le flottage de biens, la pisciculture, etc.. Il établit des réglementations détaillées pour l'Inde dans les projets de construction sur les rivières occidentales. Le préambule du traité reconnaît les droits et obligations de chaque pays pour une utilisation optimale de l’eau du système fluvial de l’Indus dans un esprit de bonne volonté, d’amitié et de coopération.
Bien que le traité ne soit pas directement lié à la sécurité nationale, le Pakistan, étant situé en aval de l'Inde, craint que celui-ci puisse provoquer des inondations ou des sécheresses au Pakistan, en particulier lors d'un éventuel conflit,.
Depuis la ratification du traité en 1960, la plupart des différends ont été réglés via le cadre juridique fourni par le traité, malgré plusieurs conflits militaires ayant eu lieu entre les deux pays. Le traité est suspendu pour la première fois par le gouvernement indien le 23 avril 2025, à la suite de l'attaque de Pahalgam et la crise qui s'ensuit.
Le traité des eaux de l'Indus est considéré comme l'un des projets de partage de l'eau les plus réussis au monde aujourd'hui, même si les analystes reconnaissent la nécessité de mettre à jour certaines spécifications techniques et d'élargir la portée de l'accord pour lutter contre le changement climatique,,.

### Lectures complémentaires
- Ali, Saleem H. "Water Politics in South Asia: Technocratic Cooperation in the Indus basin and beyond", Journal of International Affairs, Spring, 2008.
- A. Misra, India-Pakistan: Coming Terms, Palgrave Macmillan US, 19 juillet 2010, 63– (ISBN 978-0-230-10978-0, lire en ligne)
- Qamar, M.U., Azmat, M. & Claps, P. Pitfalls in transboundary Indus Water Treaty: a perspective to prevent unattended threats to the global security. npj Clean Water 2, 22 (2019) doi:10.1038/s41545-019-0046-x